# Ħaġar Qim

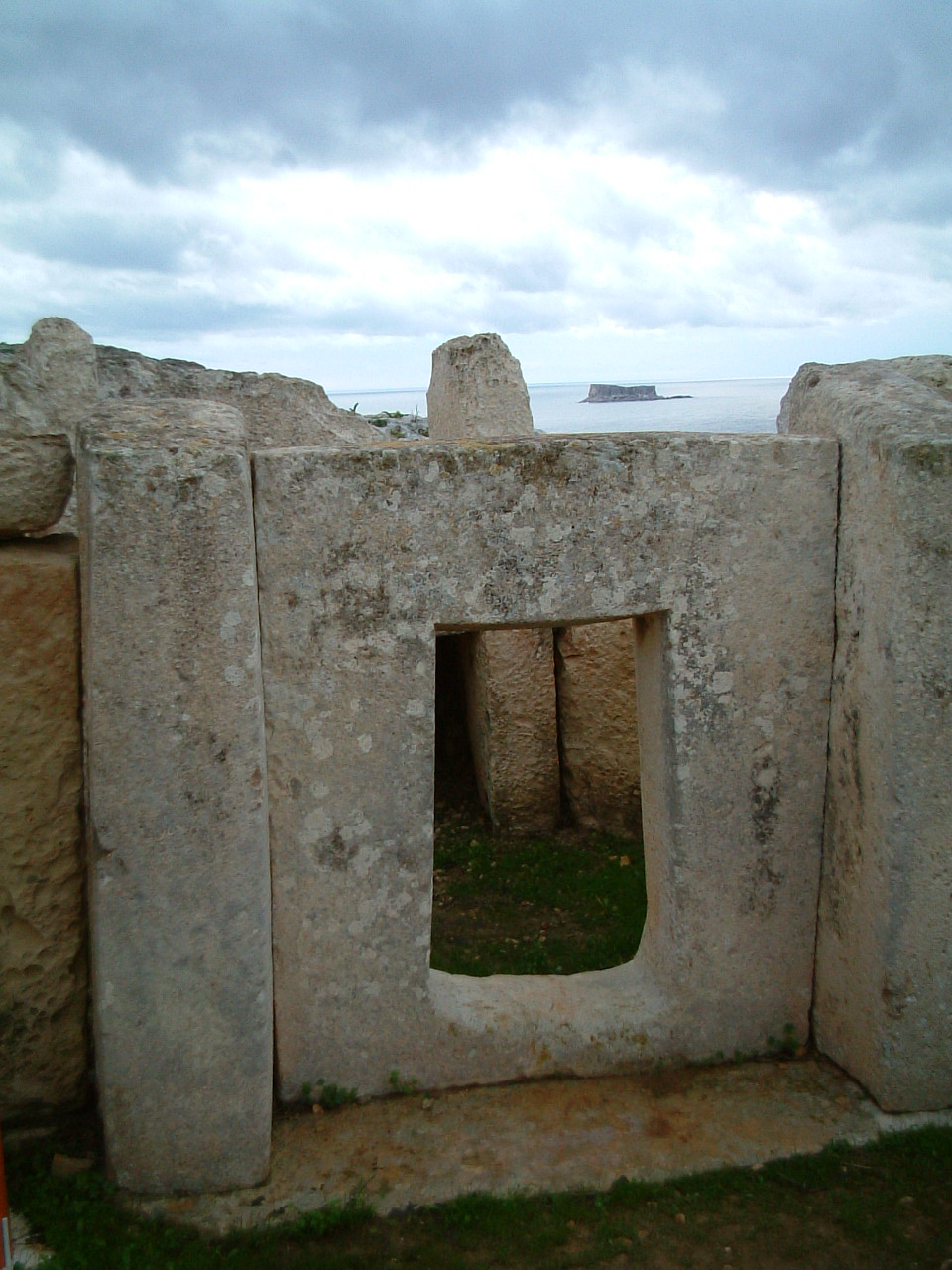
L'ingresso sussidiario

Il tempio di Ħaġar Qim (pronuncia hagiar im), che tradotto vuol dire la "pietra eretta" o "pietra del culto", è un sito archeologico di Malta, patrimonio dell'Umanità dell'UNESCO dal 1992.

## Descrizione
Il tempion fu scavato per la prima volta nel 1839 ed è stato datato alla fase di Tarxien (c. 3200-2500 a.C.). 
Si trova sulla sommità di una collina posta sul versante meridionale dell'isola di Malta, guardante il mare e la piccola isola di Filfola. Dista circa 2 km ver sud-ovest dal villaggio di Crendi. Nelle vicinanze di Ħaġar Qim si trova un altro luogo notevole dal punto di vista templare: Mnajdra. La zona circostante, tipica macchia mediterranea, è un parco archeologico atto a preservare le rovine, spesso devastate da vandali. Sono state fatte interessanti scoperte a Ħaġar Qim come un altare colonnare decorato, due altari a forma di lasta e diverse statuette raffiguranti una dea molto pingue, probabilmente raffigurazioni della Dea Madre, conservate ora al Museo nazionale di archeologia della Valletta.
Ħaġar Qim è una singola unità templare, tuttavia rimane nel dubbio se fosse stato costruito come una struttura a 4 o 5 lobi. Nelle vicinanze del tempio sorge un'altra piccola struttura a 3 lobi che, probabilmente, era il quartier generale dei sacerdoti o la casa dello sciamano. Altre rovine sorgono ad alcuni metri dal tempio principale.
Lo stile costruttivo segue il modello tipico dell'arcipelago maltese, degno di nota è il fatto che alcuni blocchi sono dentellati per meglio incastrarsi con gli altri corsi di muratura. Tranne qualche blocco rimesso al suo posto perché crollato nessun altro tipo di intervento è stato fatto sul tempio.
Ħaġar Qim è uno dei Templi megalitici di Malta riconosciuti Patrimonio dell'Umanità dall'Unesco nel 1992.
Il tempio megalitico è apparso in una moneta Euro commemorativa nel 2017.